# Variante lambda del SARS-CoV-2
La variante lambda (conocida comúnmente como variante andina, por el país en donde se originó el brote inicial o de varias maneras científicas, bajo el identificador del linaje PANGO C.37, identificador del clado GISAID GR/452Q.V1 y el identificador del clado Nextstrain como 21G) es una variante mutada del SARS-CoV-2, virus que causa la COVID-19. La variante se detectó por primera vez en Perú en agosto de 2020 y fue reportada por la Organización Mundial de la Salud (OMS). Este mismo organismo la denominó «variante lambda», el 14 de junio de 2021 y la clasificó como una variante de interés.

## Historia
La variante lambda fue detectada en Perú en agosto de 2020 por un equipo de investigadores de la Universidad Cayetano Heredia liderados por el Dr. Pablo Tsukayama. Posteriormente, la Organización Mundial de la Salud (OMS) clasificó a lambda como "Variante de Interés" ("VOI"), por ser responsable del aumento de contagios y por haberse expandido a varios países.

## Propagación

### Perú

#### Medidas de contención
Tras la confirmación de los primeros casos en la región Lambayeque, durante mayo de 2021, la autoridad sanitaria local anunció que empezarían a reforzar las medidas de prevención para reducir el riesgo de contagio y un posible colapso hospitalario, sostuvo el Gerente Regional de Salud, Alipio Rivas Guevara. Más tarde, en junio, el entonces Ministro de Salud, Óscar Ugarte anunció que el 90.6% de los casos detectados en la región Arequipa son originados por la variante lambda, que junto con la variante delta pusieron en alerta a la población del país. También afirmó, que otros departamentos de la Macrorregión Sur vienen siendo afectados por la C.37, teniendo prevalencia en un 78.1% de los casos del Cuzco, un 76% de Moquegua y 72% de Tacna.

#### Predominancia en el país
A mediados de junio, diversos estudios determinaron que Lambda fue la variante causante de la segunda ola de COVID-19 en el país, juntamente al tercer colapso hospitalario que sufrió el departamento de Arequipa en el mismo mes. Además, fue considerada como la variante predominante en la nación durante ese entonces.

### Canadá
El 7 de julio, el Departamento de Salud Pública del Canadá anunció la identificación de once casos confirmados de la variante en el país. De tales casos, dos pertenecían a Alberta, según un tuit de la Dra. Deena Hinshaw, refiriéndose a la situación citando que «ambos casos están relacionados con viajes». El 9 de julio, durante una conferencia de prensa, el Dr. Kieran Moore aseguró que se habían encontrado seis casos de la variante en Ontario. A pesar de estos informes, diversas fuentes aseguran que según el Instituto Nacional de Salud Pública de Quebec, Canadá ya había notificado 27 casos de esta variante, entre los meses de marzo y abril del 2021.

### Estados Unidos
El 19 de julio se confirmó la presencia de la variante en un paciente del Hospital Metodista de Houston, en Texas convirtiéndose así en el primer caso confirmado en el estado. Días después, el 22, se informó que el estado de Florida contaba con 126 casos diagnosticados con la variante C.37. El 28 de julio, los investigadores de la Universidad de Miami anunciaron que el muestreo aleatorio mostró que el 3% de los pacientes con COVID-19 en el Sistema de Salud Jackson Memorial y en la Torre UHealth del campus universitario estaban infectados con la variante lambda.

### Japón
El 7 de agosto, los funcionarios del Ministerio de Sanidad, Trabajo y Bienestar informaron que la variante se había detectado en un análisis realizado por el Instituto Nacional de Enfermedades Infecciosas de Japón, en una mujer de aproximadamente 30 años quien llegó al Aeropuerto Internacional de Haneda desde Perú, el 20 de julio. Inicialmente había dado positivo a coronavirus en un puesto de control de aislamiento preventivo y cuarentena del Aeropuerto de Tokio, sin presentar sintomatología. Unos días después, se supo que la paciente estaba vinculada con los Juegos Olímpicos de Tokio 2020, según declararon fuentes gubernamentales el 13 de agosto.

### México
El 31 de agosto, Efraín Benítez Herrera, Secretario de Salud del Estado de Hidalgo confirmó que se identificaron dos pacientes con la variante en el estado.

## Características

### Genética

Mutaciones de aminoácidos de la variante lambda del SARS-CoV-2 representadas en un mapa del genoma del SARS-CoV-2 con un enfoque en el pico.

El genoma lambda tiene las siguientes mutaciones de aminoácidos, todas las cuales se encuentran en el código de proteína de pico del virus: G75V, T761, Δ246-252, L452Q, F4905, D614G y T859N.

## Estadísticas
| Casos registrados al 6 de julio de 2023 | Casos registrados al 6 de julio de 2023 | Casos registrados al 6 de julio de 2023 | Casos registrados al 6 de julio de 2023 | Casos registrados al 6 de julio de 2023 |
| Territorios                             | Confirmados según PANGOLIN              | Confirmados según GISAID                | Confirmados según otras fuentes | Confirmados según otras fuentes         |
| --------------------------------------- | --------------------------------------- | --------------------------------------- | --- | --------------------------------------- |
| Perú                                    | 1220                                    | 4364                                    | 3859 (ver detalle) Ayacucho (138) Lambayeque (116) Amazonas (90) Ucayali (57) | [ 30 ]                                  |
| Chile                                   | 1412                                    | 2029                                    | 1739 (ver detalle) Metropolitana (381) Biobío (164) Maule (143) O'Higgins (142) Atacama (105) Los Ríos (101) Arica y Parinacota (94) Araucanía (94) Antofagasta (81) Ñuble (76) Los Lagos (71) Magallanes (68) Valparaíso (64) Tarapacá (62) Aysén (55) Coquimbo (38)                                              | [ 31 ]                                  |
| Estados Unidos                          | 810                                     | 1327                                    | |                                         |
| México                                  | 179                                     | 221                                     | 210 | [ 32 ]                                  |
| Ecuador                                 | 171                                     | 344                                     | 304 (ver detalle) Guayas (66) El Oro (55) Pichincha (34) Manabí (33) Morona Santiago (21) Chimborazo (21) Los Ríos (12) Napo (11) Pastaza (10) Imbabura (9) Azuay (8) Esmeraldas (5) Carchi (4) Sucumbíos (3) Sto. Domingo de los Tsáchilas (3) Cotopaxi (3) Tungurahua (2) Orellana (2) Santa Elena (1) Cañar (1) | [ 33 ]                                  |
| España                                  | 137                                     | 269                                     | 55 | [ 34 ]                                  |
| Argentina                               | 113                                     | 1294                                    | 388 (ver detalle) Salta (117) Entre Ríos (48) | [ 37 ]                                  |
| Alemania                                | 103                                     | 107                                     | |                                         |
| Francia                                 | 54                                      | 66                                      | |                                         |
| Colombia                                | 28                                      | 161                                     | |                                         |
| Suiza                                   | 23                                      | 34                                      | |                                         |
| Canadá                                  | 18                                      | 32                                      | 11 |                                         |
| Israel                                  | 22                                      | 31                                      | |                                         |
| Italia                                  | 9                                       | 19                                      | 13 | [ 38 ]                                  |
| Países Bajos                            | 10                                      | 12                                      | 44 | [ 39 ]                                  |
| San Cristóbal y Nieves                  | 0                                       | 43                                      | 1 | [ 40 ]                                  |
| Brasil                                  | 5                                       | 30                                      | 6 | [ 41 ]                                  |
| Reino Unido                             | 8                                       | 8                                       | 8 | [ 42 ]                                  |
| Bélgica                                 | 9                                       | 10                                      | |                                         |
| Dinamarca                               | 7                                       | 9                                       | |                                         |
| Costa Rica                              | 4                                       | 16                                      | |                                         |
| Suecia                                  | 3                                       | 4                                       | |                                         |
| Irlanda                                 | 4                                       | 5                                       | 4 | [ 43 ]                                  |
| República Dominicana                    | 4                                       | 15                                      | |                                         |
| Japón                                   | 0                                       | 5                                       | 1 |                                         |
| Sudáfrica                               | 0                                       | 2                                       | |                                         |
| El Salvador                             | 3                                       | 11                                      | |                                         |
| Aruba                                   | 2                                       | 2                                       | |                                         |
| Venezuela                               | 0                                       | 11                                      | |                                         |
| Portugal                                | 2                                       | 2                                       | |                                         |
| Guatemala                               | 0                                       | 3                                       | 1 | [ 44 ]                                  |
| Australia                               | 0                                       | 1                                       | 1 | [ 45 ]                                  |
| Uruguay                                 | 0                                       | 1                                       | 1 | [ 46 ]                                  |
| Bolivia                                 | 0                                       | 5                                       | |                                         |
| India                                   | 0                                       | 0                                       | |                                         |
| Polonia                                 | 0                                       | 1                                       | |                                         |
| Mayotte                                 | 0                                       | 2                                       | |                                         |
| Noruega                                 | 0                                       | 1                                       | |                                         |
| Panamá                                  | 2                                       | 131                                     | |                                         |
| Gibraltar                               | 1                                       | 0                                       | |                                         |
| Filipinas                               | 0                                       | 0                                       | 1 (ver detalle)Bisayas Occidentales (1) | [ 47 ]                                  |
| Marruecos                               | 1                                       | 0                                       | |                                         |
| Nicaragua                               |                                         | 7                                       | |                                         |
| Puerto Rico                             |                                         | 6                                       | |                                         |
| San Martín                              |                                         | 2                                       | |                                         |
| República Checa                         |                                         | 1                                       | |                                         |
| Bosnia y Herzegovina                    |                                         | 1                                       | |                                         |
| Anguila                                 |                                         | 1                                       | |                                         |
| Total de casos a nivel global           | 4364                                    | 10 646                                  | 6647 | 6647                                    |